# Route nationale 149 (Argentine)
Pour les articles homonymes, voir Route nationale 149.

Trajet de la route nationale 149

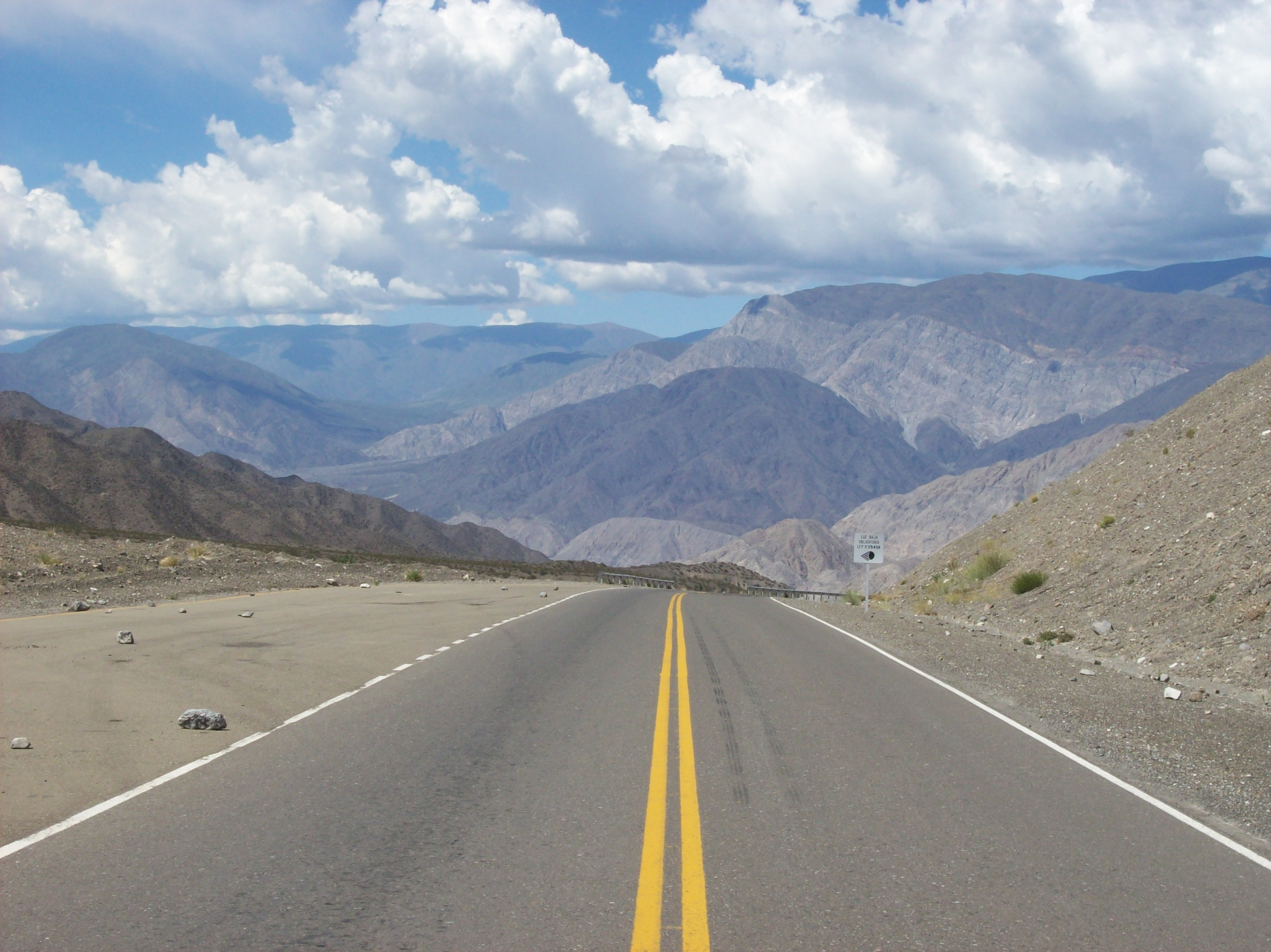
La route nationale 149 dans la Quebrada (gorge) de las Burras

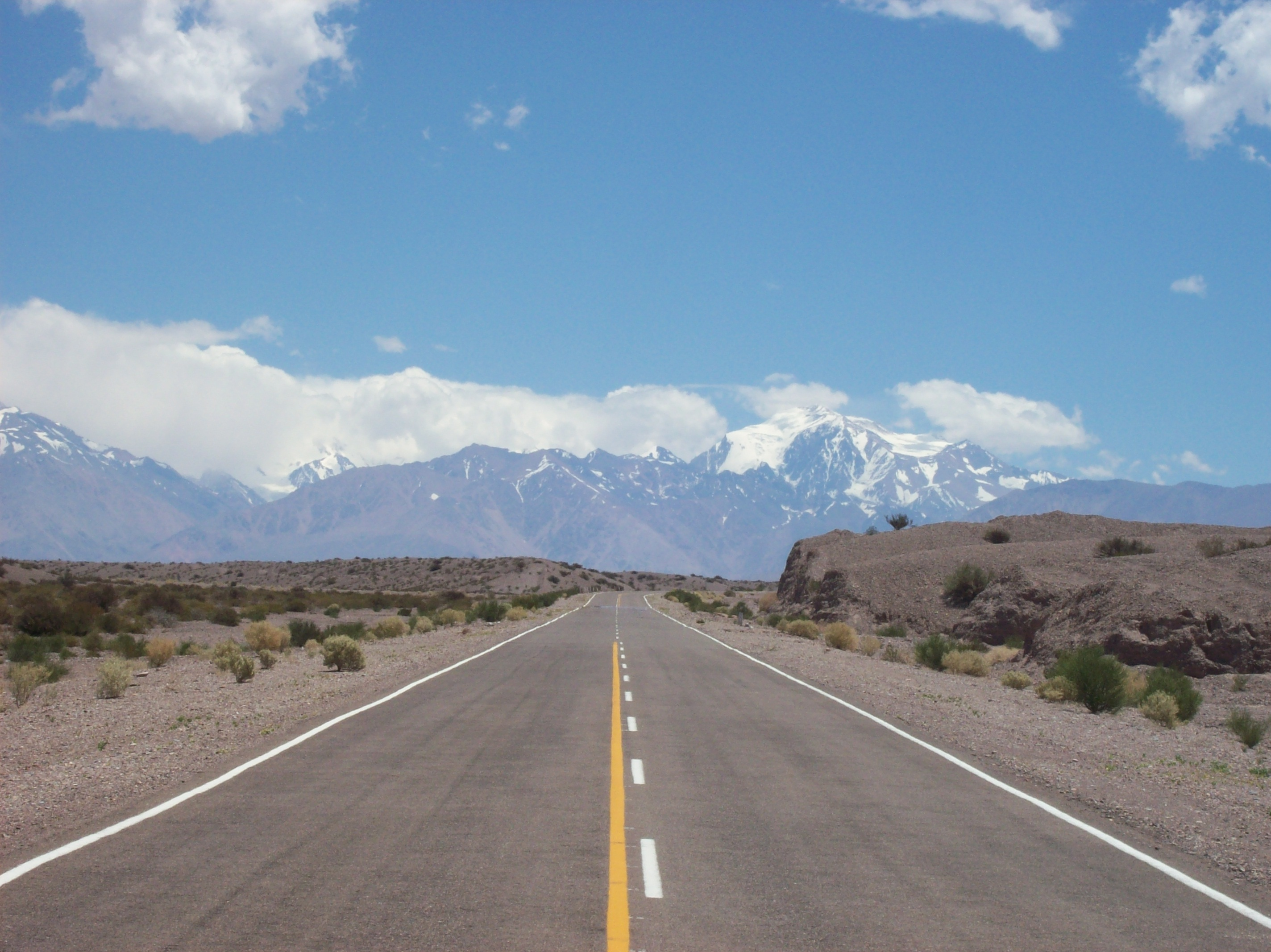
La route nationale 149 entre Calingasta et Barreal. Au fond, la cordillère d'Ansilta

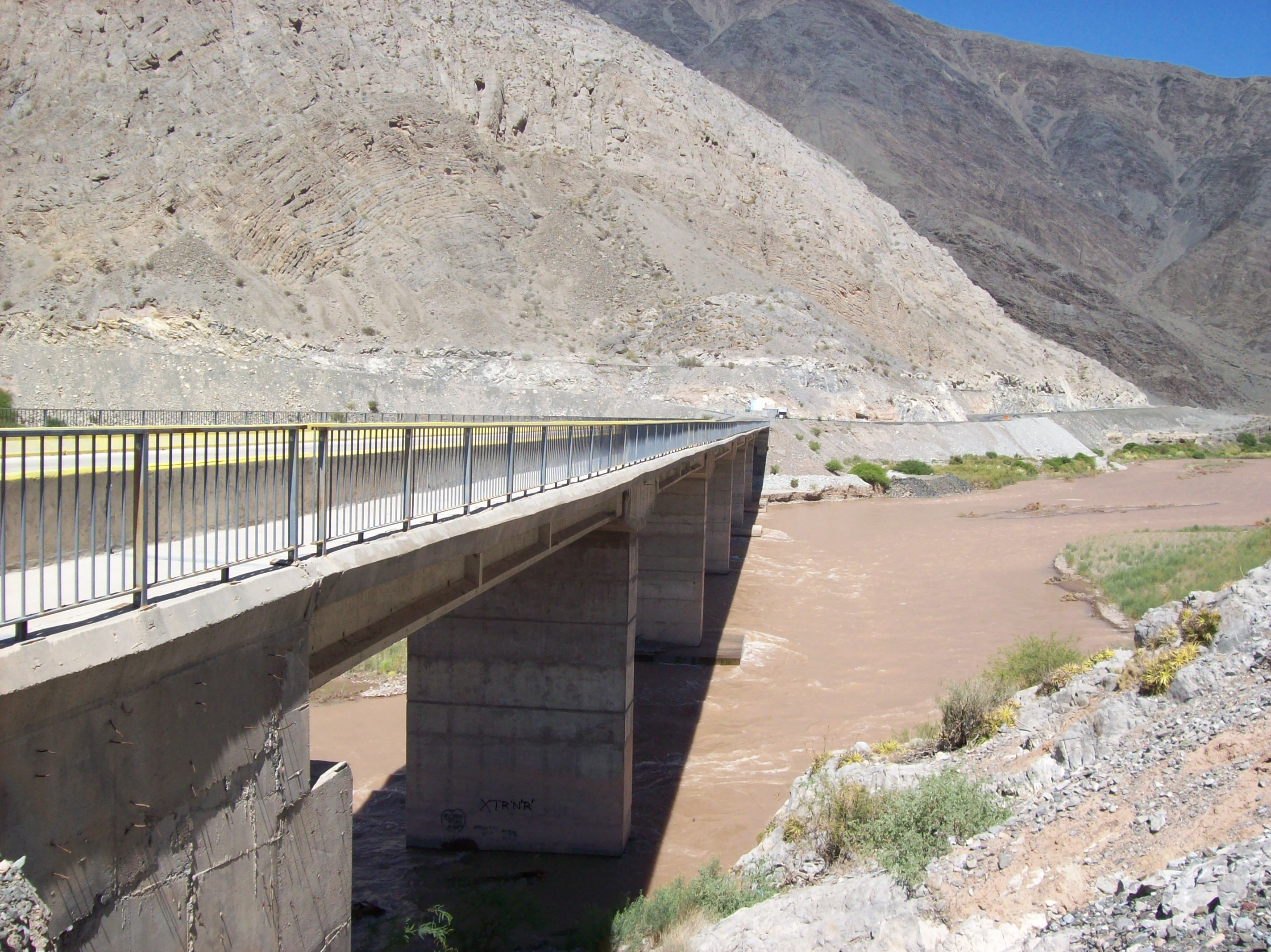
Pont Ingeniero Raúl Suárez sur le río San Juan

La Route nationale 149 ou Ruta Nacional 149 est une route d'Argentine, qui se trouve au nord-ouest de la province de Mendoza et au sud-ouest de celle de San Juan. Son parcours long de 346 kilomètres relie la route nationale 7 dans la ville d'Uspallata et la route nationale 150, dans la localité sanjuanine de Las Flores.
La route se déroule parallèlement à la Cordillère des Andes. Elle passe par le parc national El Leoncito, où se trouve l'observatoire Félix Aguilar et le complexe astronomique El Leoncito (CASLEO).

## Localités traversées

### Province de Mendoza
Parcours : 60 km (km 0 à 60).
- Département de Las Heras : Uspallata (km 0).

### Province de San Juan
Parcours : 286 km (km 60 à 346).
- Département de Calingasta : Barreal (km 114), Ruines d'Hilario (km 135) et Calingasta (km 151).
- Département de Zonda : Accès a Pachaco (km 193).
- Département d'Ullum : Accès aux thermes de Talacasto (km 244).
- Département d'Iglesia : Iglesia (km 323) et Las Flores (km 346).

## Liens externes

Profil de la route nationale 149